# Victor Wunderle
Victor Steven Wunderle (conocido como Vic Wunderle; Lincoln, 4 de marzo de 1976) es un deportista estadounidense que compitió en tiro con arco, en la modalidad de arco recurvo.
Participó en tres Juegos Olímpicos de Verano, obteniendo dos medallas en Sídney 2000, plata individual y bronce por equipo (junto con Butch Johnson y Rodney White), el cuarto lugar en Atenas 2004 (equipo) y el sexto en Pekín 2008 (individual).
Ganó una medalla de bronce en el Campeonato Mundial de Tiro con Arco al Aire Libre de 1999 y cinco medallas en el Campeonato Mundial de Tiro con Arco en Sala entre los años 2001 y 2012.
Además, consiguió una medalla de oro en los Juegos Mundiales de 2009.

## Palmarés internacional
| Juegos Olímpicos                 | Juegos Olímpicos           | Juegos Olímpicos  | Juegos Olímpicos |
| Año                              | Lugar                      | Medalla           | Prueba           |
| -------------------------------- | -------------------------- | ----------------- | ---------------- |
| 2000                             | Sídney (Australia)         | Medalla de plata  | Individual       |
| 2000                             | Sídney (Australia)         | Medalla de bronce | Equipo           |
| Campeonato Mundial al Aire Libre |                            |                   |                  |
| Año                              | Lugar                      | Medalla           | Prueba           |
| 1999                             | Riom (Francia)             | Medalla de bronce | Equipo           |
| Campeonato Mundial en Sala       |                            |                   |                  |
| Año                              | Lugar                      | Medalla           | Prueba           |
| 2001                             | Florencia (Italia)         | Medalla de oro    | Equipo           |
| 2005                             | Aalborg (Dinamarca)        | Medalla de plata  | Individual       |
| 2007                             | Esmirna (Turquía)          | Medalla de bronce | Equipo           |
| 2009                             | Rzeszów (Polonia)          | Medalla de oro    | Equipo           |
| 2012                             | Las Vegas (Estados Unidos) | Medalla de oro    | Equipo           |